# یواس‌اس مریک (ای‌کی‌ای-۹۷)
یواس‌اس مریک (ای‌کی‌ای-۹۷) (به انگلیسی: USS Merrick (AKA-97)) یک کشتی بود که طول آن ۴۵۹ فوت ۲ اینچ (۱۳۹٫۹۵ متر) بود. این کشتی در سال ۱۹۴۵ ساخته شد.